# Martin Peltier
Ne doit pas être confondu avec Guillaume Peltier.
Pour les articles homonymes, voir Peltier.
Martin Peltier (né en 1951) est un écrivain, journaliste et militant politique français.

## Biographie

### Origines et formation
Né le 11 mars 1951 à Beyrouth, au Liban, Martin Peltier est le fils de Geoffroy Peltier, ancien élève de l'École polytechnique (promotion 1933), haut fonctionnaire, ami de Jacques Mégret.[pertinence contestée]
Il étudie à l'École européenne, à Luxembourg, où il côtoie le fils de Jacques Mégret, Bruno, puis, pendant deux ans, à l'IUT de journalisme à Bordeaux.

### Presse et activités politiques
Il travaille à l'antenne locale de FR3 (devenue depuis France 3 ) (1978-1979), collabore au Figaro Magazine, puis au Quotidien de Paris, dont il devient rédacteur en chef adjoint.
Il a aussi été démarcheur en assurances-vie et en cornières métalliques.
Militant au Front national (FN), il est chargé de la communication de Jean-Marie Le Pen après les élections européennes de 1984. Lors des élections législatives de 1986, il est candidat sur la liste conduite par Michel de Rostolan dans l'Essonne. Il s'investit dans plusieurs associations satellites du FN : Citoyens de France, dont il est membre du bureau, et Racines d'Europe, qu'il préside.
Embauché à Minute par Yves Montenay en novembre 1986, il devient responsable du service « Société » et est élu trésorier de la société des rédacteurs de Minute, présidée par Emmanuel Ratier. Il retourne au Quotidien de Paris puis, en septembre 1993, succède à Roland Gaucher à la direction de la rédaction de National-Hebdo (NH) jusqu'en 1998. La même année, en mars, il est candidat aux élections législatives, face à Michel Gonelle, dans la 3e circonscription de Lot-et-Garonne.
Le 4 avril 1996, il est condamné, en vertu de la loi Gayssot, pour « contestation de crimes contre l'humanité », à la suite d'un article publié le 4 mai 1994 dans National-Hebdo.
Déjà auteur d'articles anti-juifs, il appelle concernant l’immigration à l'organisation de « rafles et de camps de concentration », déplorant que « la Shoah sert entre autres (d'abord) aujourd'hui à rendre impensables certains moyens indispensables d'une juste cause, la lutte contre l’immigration-invasion. » Face à la controverse déclenchée par la publication de l'article (National-Hebdo, aout 1998), il reçoit le soutien de Jean-Marie Le Pen (auquel il s'opposera par la suite).
Après sa brouille avec le FN, il rejoint en 1999 le Mouvement national républicain (MNR) de Bruno Mégret, où il est rédacteur de la revue du mouvement, Le Chêne. Il est également candidat sur la liste MNR aux élections européennes de 1999,. 
De janvier à octobre 2000, il anime, avec François Brigneau, Jean-François Galvaire et Pierre Vial, un site d'informations de sensibilité nationaliste, le Quotidien de France.
En 2001, il participe à un ouvrage collectif, Le livre blanc de l'armée française en Algérie. Les auteurs, des historiens, journalistes, témoins et officiers de réserve, entend contester la version médiatique de certains aspects de la guerre d'Algérie, en s'en tenant « aux faits, en les éclairant par les circonstances, dans le contexte politique et militaire créé par la guerre révolutionnaire conduite par le FLN ».  Le livre s'en prend à la thèse de l'historienne Raphaëlle Branche sur « l'armée et la torture », décrite comme une « accumulation de jugements de valeur et de positions partisanes » et est l'objet d'une polémique dans la presse.
Après avoir été membre de la rédaction de Monde & Vie au milieu des années 2000, il anime bénévolement d'octobre 2007 à avril 2008 une émission un mercredi soir par mois sur Radio Courtoisie, le Libre journal de Martin Peltier.
Le 9 avril 2008, sa dernière émission, où est invité Robert Faurisson pour discuter sur le thème de la liberté d'expression, est marquée par une interruption brutale de l'antenne, puis par une diffusion d'œuvres de musique classique. Henry de Lesquen annonce peu après la suppression de l'émission, à la suite de son renvoi ; il est remplacé par Emmanuel Ratier[réf. souhaitée]. Rudy Reischtadt et Valérie Igounet le rangent parmi les « compagnons de route du négationnisme ».
Il écrit ensuite pour Rivarol — sous le pseudonyme d'Hannibal — et pour le site Boulevard Voltaire[réf. souhaitée].
Après la mort d'Emmanuel Ratier en août 2015, il revient sur Radio Courtoisie pour lui succéder à la tête du Libre journal de la résistance française. Il remet au jour le « club de la presse ».
En 2016, il est brièvement collaborateur de Bruno Gollnisch au Parlement européen.
Au cours de sa carrière, il a utilisé divers noms de plume : « Hannibal », « Jugurtha », « Fiona Levis », « Philippe Mozart », et celui, collectif, de « Béatrice Péreire »[réf. nécessaire].
En juillet 2017, il est à nouveau renvoyé de Radio Courtoisie par Dominique Paoli[réf. souhaitée].
Selon certaines sources, c'est lui qui aurait réalisé la mise en forme de Tribun du peuple, le second tome des mémoires de Jean-Marie Le Pen, paru en octobre 2019. En effet, contrairement au premier tome dont l’écriture est largement celle de Jean-Marie Le Pen, le second tome est presque exclusivement écrit par le biais d’entretiens,. 

## Ouvrages
- À cause des mouches : roman, Paris, La Table ronde, 1988, 218 p., 21 cm (ISBN 2-7103-0371-X) ;
- Avec Jean Roberto et Marie-Claire Roy, L'Affaire Carpentras : analyse d'une manipulation d'État, Paris, National Hebdo, 1995, 160 + 6, 21 cm (ISBN 2-9508795-0-0) ;
- L'amitié avec le FN est-elle possible ?, Paris, Éditions nationales, 1998, 205 p. ;
- J’ai choisi la bête immonde : auto-psy d'un fasciste, Paris, ICM, 2000, 367 p., 24 cm (BNF 37211968) ;
- Les Mayas au risque de l’histoire : Apocalypto, mythes, mystères, polémique, Issy-les-Moulineaux, Renaissance catholique, coll. « Controverses », 2007, 198 p., 20 cm (ISBN 978-2-916951-00-3, présentation en ligne) ;
- Nicolas Sarkozy, la république, les religions, suivi de Les Conquêtes laïques : une guerre civile, Issy-les-Moulineaux, Renaissance catholique, 2008, 244 p. (ISBN 978-2-916951-07-2, SUDOC 14869344X, présentation en ligne) ;
- Qui instrumentalise l'Église ? : comment certains lobbies tentent d'asservir Rome au politiquement correct, Paris, Godefroy de Bouillon, 2012, 315 p., 21 cm (ISBN 978-2-84191-267-4) ;
- L’Antichristianisme juif : l'enseignement de la haine, Jessains, Diffusion international édition, coll. « Histoire », 2014, 326 p., 21 cm (ISBN 978-2-914295-31-4) ;
- À poil Zemmour !, Jessains, Diffusion international édition, coll. « Vérité », 2014, 145 p., 18 cm (ISBN 978-2-914295-32-1) ;
- Vingt bonnes raisons d'être anti-américain, Jessains, Diffusion international édition, coll. « Vérité », 2015, 211 p. (ISBN 978-2-914295-33-8) ;
- La Fin de l'homme blanc, Jessains, Diffusion international édition, 2018, 320 p. (ISBN 978-2-914295-35-2) ;
- La Révolution arc-en-ciel en marche, Jessains, Diffusion international édition, 2019, 284 p.  (ISBN 978-2-9142-9537-6) ;
- L'Empire arc-en-ciel, Jessains, Diffusion international, 2020, 255 p.  (ISBN 978-2-9142-9538-3).
- Le Procès Tintin, Nancy, éd. Verbe Haut, 2023, 146 p.  (ISBN 9782491187279).
- Le vrai nom du grand bordel : arc-en-ciel. Au bout de la Révolution, un empire et sa religion, Nancy, éd. Verbe Haut, 2025, 332 p.  (ISBN 9782491187507).

### Sous pseudonyme
- « Béatrice Péreire » (préf. Yves Daoudal), Les Avenues de la Ve, Paris, Déterna-SANH, 2000, 245 p. (ISBN 2-913044-27-1) ;
- « Jugurtha », Le Journal d'Oussama Ben L. : lettres apocryphes afghanes, Paris, Diffusion international édition, 2001, 237 p. (ISBN 2-914295-06-5) ;
- « Fiona Levis », Saint Laurent, l'homme couleur de temps, Monaco, Le Rocher, coll. « Biographie », 2008, 201 p. (ISBN 978-2-268-06533-5) ;
- « Hannibal », À quoi sert l'histoire ?, Paris, Diffusion international édition, coll. « Histoire », 2009, 212 p., 21 cm (ISBN 978-2-914295-26-0) ;
- « Fiona Levis », La Pensée de Johnny : une révolution française, Paris, Pierre-Guillaume de Roux, 2012, 253 p. (ISBN 978-2-36371-020-8, présentation en ligne) ;
- « Philippe Mozart », Shoah Story, Jessains, Diffusion international édition, coll. « Histoire », 2014, 227 p. (ISBN 978-2-914295-30-7)  — essai d'histoire de l'historiographie de la Shoah, de ses sources documentaires et statistiques.

### Participation à des ouvrages collectifs
- Collectif, Le Livre Blanc de l'armée française en Algérie, Contretemps, 2001, 208 p.  (ISBN 2-9517809-0-7)